# Nutazione (anatomia)
In anatomia, la nutazione è il leggero movimento di retroposizione dell'osso sacro rispetto ai due emibacini (vedi osso iliaco), con conseguente spostamento del coccige in direzione posteriore. Ha come conseguenza un aumento del diametro anteroposteriore dello stretto inferiore, e avviene durante il parto. Il movimento opposto è detto contronutazione.